# Hydro Flask
Hydro Flask est une entreprise américaine qui commercialise principalement des gourdes et autres récipients isothermes. Fondée en 2009, elle a son siège à Bend, dans l'Oregon.
Ces bouteilles d'eau métalliques garde l'eau froide ou chaude pendant des heures. Ces bouteilles d'eau sont reconnues pour leurs multiples choix de couleurs et grandeurs,.